# Visión ultravioleta en aves

## Anatomía
La visión de las aves es tetracromática, la mayoría tienen conos de longitud de onda larga, media y corta, similar a los humanos; pero adicionalmente poseen un tipo de cono que les permite  detectar en el rango de la luz ultravioleta (UV).  Los lentes de las aves permiten el paso de luz UV, pero daños potenciales causados por esta, son limitados por gotas de aceite en la retina, las cuales contienen pigmentos carotenoides que ayudan a suprimir  longitudes de onda extrañas (Withgott, 2000).
La visión UV está determinada por pigmentos visuales, cada uno de los cuales consiste en un  cromóforo, 11-cis-retinal, y la proteína  transmembranal opsina.  Los pigmentos visuales de la retina en los vertebrados se clasifican evolutivamente en cinco grupos distintos: 
(i)  rodopsina (RH1)
(ii) RH1-like (RH2)
(iii) sensibles a longitud de onda corta (SWS1)
(iv) SWS1-like (SWS2)
(v) sensibles a longitud de onda larga (LWS) o sensibles a longitud de onda media (MWS) (Yokoyama & Yokoyama, 1996)

## Fisiología
Se sabe que los medios oculares de las aves no absorben la luz UV antes de que llegue a la retina; de esta forma es posible su sensibilidad a la luz UV (Rajchard, 2009). La absorción de luz por los pigmentos visuales inicia la transducción de energía de los fotones en el movimiento de iones en el sistema nervioso central y por lo tanto, constituye el primer paso en el proceso de la visión. Por esta razón, los espectros de absorción de los pigmentos visuales son fundamentales para su función, y sólo los fotones que son absorbidos juegan algún papel en el proceso visual (Cuthill et al, 1999)

## Comportamiento
La visión ultravioleta en aves tiene importancia en la detección de alimento. Muchos frutos cuyas semillas son dispersadas por aves están recubiertos por sustancias que reflejan la luz UV; así mismo, algunos insectos, como las mariposas, reflejan luz UV, llamando la atención de aves predadoras, al poder ser vistos contra un fondo no reflectante (Withgott, 2000). También, las flores que son polinizadas por aves presentan pétalos que reflejan luz UV (Burkhardt, 1982). Un hecho más sorprendente es la caza de roedores por medio del seguimiento de pistas UV, que consisten en heces y orina de ratones de campo; las cuales absorben luz UV y de esta manera divulgan los senderos seguidos por los ratones en el pasto (Withgott, 2000)
Por otro lado, las plumas de las aves a menudo reflejan luz UV, mejorando la visibilidad de sus patrones de coloración del cuerpo, siendo una ventaja en la señalización social y la elección de pareja (Yokoyama et al, 2000), por ejemplo, cuando las hembras evitan machos cuyo plumaje carece de reflectancia UV y muestran preferencia por la simetría en adornos artificiales (Ross et al, 2013), así mismo, es posible distinguir machos y hembras debido a diferencias en la reflectancia UV del plumaje (Mahler & Kempenaers, 2002).  La habilidad de percibir UV se emplea también en el reconocimiento de los huevos propios (Rajchard, 2009), y en el cuidado parental, donde los polluelos presentan picos de reflectancia UV cerca de la boca, como una señal visual para sus padres (Hunt et al, 2003)
En otro contexto, las aves en las ciudades  presentan una mortalidad de miles de millones en todo el mundo, al colisionar con ventanas de vidrio transparente, por lo tanto, patrones de rejillas de luz UV reflectante en las ventanas se presentan como una alerta eficaz para las aves, que al emplear su visión ultravioleta podrían evitar las ventanas transparentes (Klem, 2009)